# 1987년 텔레비전 애니메이션 목록
다음은 1987년에 방송된 텔레비전 애니메이션이다.

## 대한민국
| 제목          | 화수 | 방송 기간                  | 채널 | 비고 |
| ------------- | ---- | -------------------------- | ---- | ---- |
| 떠돌이 까치   | 1    | 1987년 5월 5일             | KBS1 |      |
| 달려라 호돌이 | 5    | 1987년 5월 5일 ~ 5월 30일  | MBC  |      |
| 동화나라 ABC  | 6    | 1987년 7월 24일 ~ 8월 28일 | KBS2 | 1기  |
| 아기공룡 둘리 | 6    | 1987년 10월 7일            | KBS1 | 1기  |

## 일본
| 제목                          | 화수 | 방송 기간 | 채널       | 비고 |
| ----------------------------- | ---- | --------- | ---------- | ---- |
| 작은 아씨들                   |      | 1987년    | 후지TV     |      |
| 신 메이플타운 이야기 폼타운편 |      | 1987년    | 아사히TV   |      |
| 기갑전기 드래그나             |      | 1987년    | 나고야TV   |      |
| 세기말 구세주전설 북두편 2    |      | 1987년    | 후지TV     |      |
| 햇살은 양호!                  |      | 1987년    | 후지TV     |      |
| 속담 하우스                   |      | 1987년    | 후지TV     |      |
| 울트라B                       |      | 1987년    | 아사히TV   |      |
| 시티헌터                      |      | 1987년    | 요미우리TV |      |
| 변덕쟁이 오렌지로드           |      | 1987년    | 니혼TV     |      |
| 에스퍼 마미                   |      | 1987년    | 아사히TV   |      |
| 붉은 광탄 질리온              |      | 1987년    | 니혼TV     |      |
| 머신로보 따로따로 배틀해커즈  |      | 1987년    | 도쿄TV     |      |
| 트랜스포머 더 헤드마스터즈    |      | 1987년    | 니혼TV     |      |
| 노라쿠로군                    |      | 1987년    | 후지TV     |      |
| 미스터 아짓코                 |      | 1987년    | 도쿄TV     |      |
| 아니메 삼총사                 |      | 1987년    | NHK        |      |
| 아니메 80일간의 세계일주      |      | 1987년    | 아사히TV   |      |
| 하는김에 얼뜨기               |      | 1987년    | 후지TV     |      |
| 빅쿠리맨                      |      | 1987년    | 아사히TV   |      |
| 나는 굼벵이다                 |      | 1987년    | 도쿄TV     |      |
| 만화 일본경제학입문           |      | 1987년    | 도쿄TV     |      |
| 가면닌자 아카카게             |      | 1987년    | 니혼TV     |      |
| 눈동자 속의 소년 15소년표류기 |      | 1987년    | 후지TV     |      |
| 그림명작극장                  |      | 1987년    | 아사히TV   |      |
| 레이디 레이디                 |      | 1987년    | TBS        |      |
| 후지코 후지오 월드            |      | 1987년    | 후지TV     |      |
| 센트엘모 빛의 방문자          |      | 1987년    | 요미우리TV |      |

## 참고 문헌
- 야마구치 야스오 (2005). 《일본 애니메이션 역사》. 미술문화. 234-235쪽.